# Bulbophyllum pseudopicturatum
Bulbophyllum pseudopicturatum är en orkidéart som först beskrevs av Leslie Andrew Garay, och fick sitt nu gällande namn av Anton Sieder och Kiehn. Bulbophyllum pseudopicturatum ingår i släktet Bulbophyllum och familjen orkidéer. Inga underarter finns listade i Catalogue of Life.